# Tooltip

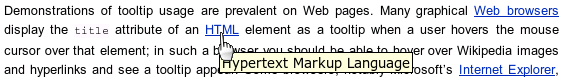
Tooltip wyświetlany przez przeglądarkę internetową po najechaniu kursorem myszy na hiperłącze.

Tooltip – graficzny element interfejsu użytkownika, wyświetlany po najechaniu kursorem myszy na element nim opatrzony. Tooltip to przeważnie mała „chmurka” lub „dymek”, który zawiera komentarz albo poszerzenie opisywanego zagadnienia.

## Odmiany tooltipa
W niektórych programach (przeważnie starszych) tooltipy zastępowane są informacją wyświetlaną na pasku statusu, nie nazywa się ich tooltipami. Na systemach Macintosh zaimplementowane jest podobne narzędzie, jednak w działaniu zupełnie odmienne, nazwane „balloon help”. Inną nazwą używaną zamiennie przez Microsoft jest „ScreenTip”.